# 고려의 중앙 관제
고려의 중앙 관제는 성종 때 마련한 2성 6부제를 토대로 한다. 이는 당나라의 제도를 받아들이면서도 고려 실정에 맞게 이를 조정한 것이었다.

## 2성 6부
중서문하성(中書門下省)과 상서성(尙書省)을 2성이라 하였고, 상서성 이하에 6부를 두었다. 2성은 고려 때 중앙에 설치된 최고의 의정 기관으로, 당나라의 제도를 모방변용하여 중서성과 문하성을 합친 중서문하성과 상서성을 두게 된다. 중서문하성은 성종 1년(982년)에 처음 설치하였으며, 조령(詔令 : 임금의 명령)의 초안(草案)을 작성하여 임금에게 상주(上奏)하거나 내려진 조령을 심의하여 복주(覆奏 : 다시 잘 살펴보고 아룀)하였다. 상서성은 중서문하성과 함께 설치되었으며, 심의한 조령을 집행하는 기관으로 백관을 총령하던 관아이다.
중서문하성은 2품 이상의 관료로 국가 정책을 심의하는 재신(宰臣)과 3품 이하의 관료로 정치의 잘못을 비판하는 낭사(郎舍)로 구성되었다.
상서성 아래에는 상서도성(尙書都省)과 육부(六部), 곧 이부, 병부, 호부, 형부, 예부, 공부가 있었다. 육부는 고려 때 상서성에 소속해서 실무를 분장한 정치기구로서, 6부가 상서성의 지도 감독 밑에서 소관의 행정 사무를 관장하는 행정부의 중추(中樞) 기관이었다. 이부는 문관(文官)의 인사, 호부는 호구와 조세, 예부는 예의·외교·교육·과거, 병부는 무관의 인사와 군사·우역(郵驛), 형부는 법률과 소송, 공부는 산택(山澤)·공장(工匠)·영조(營造) 등을 각기 맡고 있었다.

## 중추원
중추원(中樞院)은 군기(軍機), 왕명의 출납·궁중의 숙위(宿衛) 등을 맡아보던 관청이다. 당초에는 송나라 추밀원(樞密院)을 모방하여서 성종 10년(991년)에 중추원을 설치하여 숙위를 맡아보게 했는데, 목종 12년(1009년)에 중추원·은대(銀臺)·남북원(南北院)을 폐지하고 중대성(中臺省)을 두어 비로소 왕명의 출납·숙위·군기 등을 맡아보게 하고 사(使)·부사(副使)·직중대(直中臺)·겸직중대(兼直中臺) 등을 두었다.
중추원은 군사기밀을 담당하는 2품의 추밀(樞密)과 왕명출납을 담당하는 3품이하 승선(承宣)으로 구성되었다. 추밀은 중서문하성의 재신과 함께 도병마사와 식목도감(후에 도평의사사로 통합)의 구성원으로 국정을 총괄하였다.

## 그 밖의 관제
그밖에 다음과 같은 중앙 관제가 있었다.
- 어사대(御史臺) : 성종 14년(995년)에 설치하였으며, 백관을 감찰‧탄핵하던 관아이다.
- 삼사(三司) : 화폐와 곡식의 출납에 대한 회계를 맡았다.
- 도병마사(都兵馬使): 국방 문제를 다루기 위해 설치된 임시기구로 후일 도평의사사로 개칭된다. 재신과 추밀로 구성된다.
- 식목도감(式目都監): 법의 제정이나 시행 규정을 다루던 임시 회의 기구이며, 재신과 추밀로 구성된다. 도병마사와 더불어 고려의 독자적인 기구이며, 귀족적인 특징을 가진다.

## 같이 보기
- 고려의 행정 구역
- 신라의 중앙 관제
- 발해의 중앙 관제
- 조선의 통치 기구
- 문산계와 무산계